# Huddersfield Town Association Football Club 2012-2013

## Rosa
| N. |                             | Ruolo | Calciatore      |
| -- | --------------------------- | ----- | --------------- |
| 1  | Inghilterra (bandiera)      | P     | Alex Smithies   |
| 2  | Inghilterra (bandiera)      | D     | Calum Woods     |
| 4  | Irlanda (bandiera)          | D     | Anthony Gerrard |
| 5  | Irlanda del Nord (bandiera) | C     | Oliver Norwood  |
| 6  | Scozia (bandiera)           | D     | Paul Dixon      |
| 7  | Irlanda (bandiera)          | A     | Sean Scannell   |
| 8  | Scozia (bandiera)           | C     | Adam Clayton    |
| 9  | Inghilterra (bandiera)      | A     | Lee Novak       |
| 10 | Inghilterra (bandiera)      | C     | Oscar Gobern    |
| 11 | Inghilterra (bandiera)      | C     | Danny Ward      |
| 13 | Inghilterra (bandiera)      | D     | Tom Clark       |
| 14 | Inghilterra (bandiera)      | P     | Ian Bennett     |
| 15 | Scozia (bandiera)           | D     | Murray Wallace  |

| N. |                        | Ruolo | Calciatore          |
| -- | ---------------------- | ----- | ------------------- |
| 16 | Scozia (bandiera)      | C     | Scott Arfield       |
| 19 | Scozia (bandiera)      | A     | James Vaughan       |
| 20 | Inghilterra (bandiera) | A     | Alan Lee            |
| 21 | Galles (bandiera)      | P     | Anton Robinson      |
| 22 | Inghilterra (bandiera) | C     | Keith Southern      |
| 25 | Inghilterra (bandiera) | A     | Nick Colgan         |
| 26 | Inghilterra (bandiera) | A     | Kallum Higginbotham |
| 28 | Inghilterra (bandiera) | A     | James Spencer       |
| 29 | Inghilterra (bandiera) | D     | Chris Atkinson      |
| 31 | Inghilterra (bandiera) | P     | Jack Hunt           |
| 33 | Inghilterra (bandiera) | C     | Joel Lynch          |
| 36 | Inghilterra (bandiera) | C     | Matt Crooks         |